# Prêmio Marc Ferrez de Fotografia
O Prêmio Marc Ferrez de Fotografia é uma premiação de fotografia do Brasil, realizada pela Fundação Nacional de Artes. Com concorrência em âmbito nacional, tem como objetivo "estimular a reflexão e a experiência artística, além do compromisso com a formação de público, com a inclusão social e a sustentabilidade".